# Rood spikkeldikkopje
Het rood spikkeldikkopje (Pyrgus cirsii) is een dagvlinder uit de familie Hesperiidae (dikkopjes).
De voorvleugellengte is ongeveer 13 millimeter. De soort komt uit een groep van moeilijk van elkaar te onderscheiden dikkopjes (wel "puzzeldikkopjes") genoemd. Het rood spikkeldikkopje onderscheidt zich door een duidelijke rechthoekige witte middencel op de voorvleugel, waar andere soorten een C-vormige cel hebben.

## Voorkomen
De soort komt voor in Spanje, Portugal, Andorra, Frankrijk, Zuid-Duitsland, Zwitserland, Oostenrijk, Noordwest-Italië, Turkije, Georgië en Armenië. De soort komt van oorsprong ook voor in Slovenië, maar geldt daar nu als uitgestorven. In het alpengebied komen kruisingen voor met het westelijk spikkeldikkopje (Pyrgus carlinae). Er is één keer een rood spikkeldikkopje in Nederland waargenomen, in Overveen tussen 1890 en 1900. De habitat bestaat uit warme bloemrijke graslanden, op 300 tot 1300 meter boven zeeniveau. In Armenië komt deze vlinder voor op kalkhoudende hellingen en in alpiene graslanden boven de 2000 meter. De soort heeft het meest te lijden onder de intensivering van de landbouw en het verdwijnen van geschikt habitat als gevolg daarvan.

## Levenscyclus
Het rood spikkeldikkopje vliegt in één jaarlijkse generatie van eind juli tot in augustus. De soort overwintert als ei, waarin zich al een rupsje bevindt. De rups kan worden aangetroffen van maart tot en met juni en leeft in een eigengemaakt rolletje van blad. De waardplanten van het rood spikkeldikkopje komen uit het geslacht ganzerik (Potentilla), met name vijfvingerkruid.